# Génocide des Serbes dans l'État indépendant de Croatie

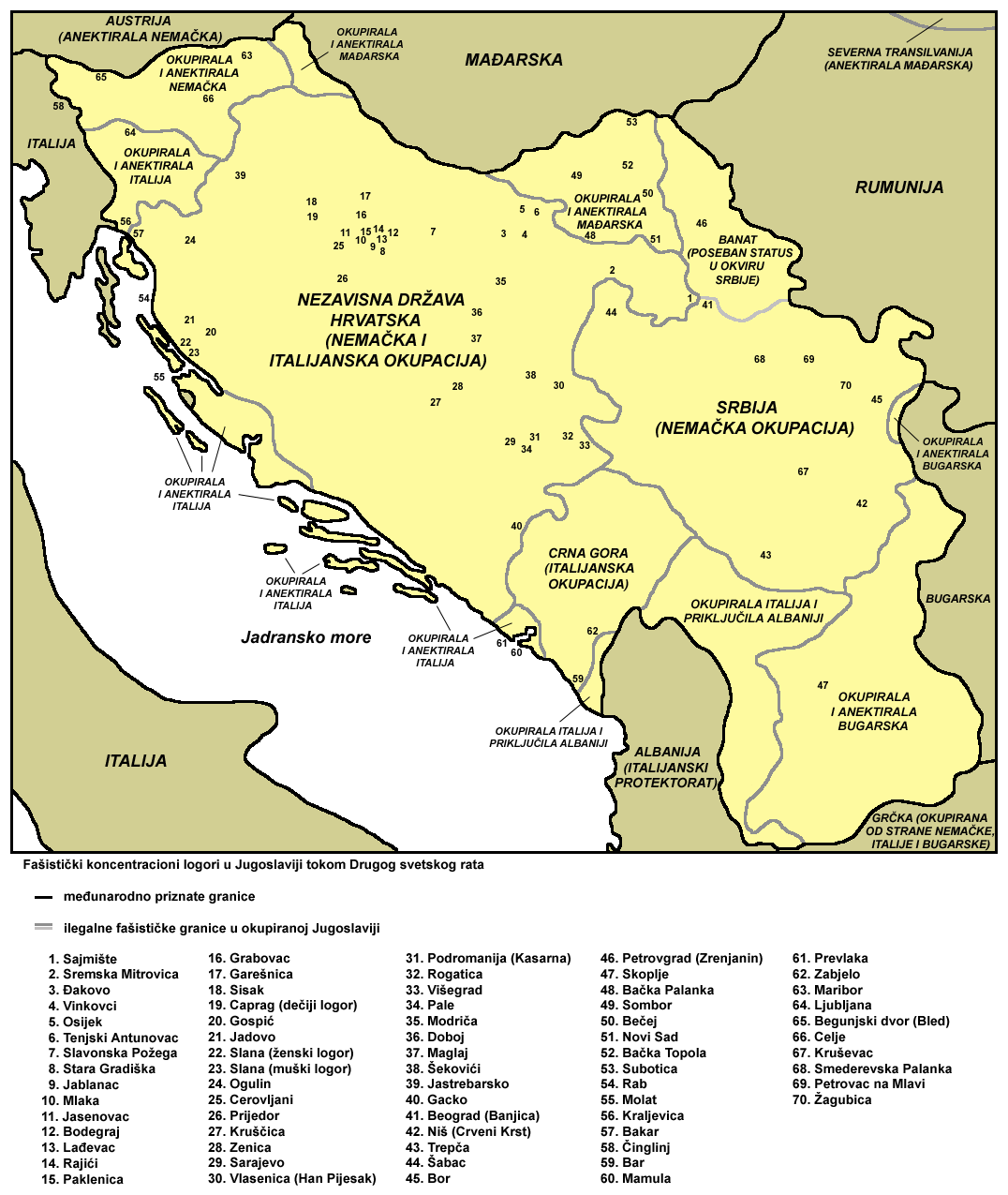
Carte des camps de concentration oustachis (environ 70 camps), selon une compilation de sources, principalement l'Istorijski atlas, Geokarta, édité à Belgrade en 1999.

Le génocide des Serbes dans l'État indépendant de Croatie, ou « génocide serbe » (serbo-croate : Genocid nad Srbima, Геноцид над Србима), est l'ensemble des persécutions, déportations, assassinats et massacres perpétrés entre 1941 et 1945 par les Oustachis, au pouvoir dans l'État indépendant de Croatie, État-satellite créé par le Troisième Reich et ses alliés, qui se fonde dès ses origines sur une politique de « croatisation » forcée. Le but fondamental de la politique oustachie est de créer un État croate ethniquement pur dont doivent être éliminés tous les éléments qui y font barrage : Serbes, Juifs, et ultérieurement les Roms,,. Il est estimé qu’entre 200 000 et 500 000 civils serbes furent assassinés au cours de ces exactions, auxquels s’ajoutent au moins 30 000 Juifs et 25 000 Roms.
Dès la création de cet État et l'arrivée au pouvoir du dictateur (Poglavnik) Ante Pavelić, celui-ci met en œuvre une politique de persécutions et de massacres systématiques contre ces populations. Les estimations globales du nombre de victimes, si elles varient dans une fourchette assez large, font toutes état de centaines de milliers de morts,,. Les historiens Dušan T. Bataković, Michael Phayer, Ernest Weibel, Matthew Feldman, Samuel Totten, Cypriam Blamires, Aleksa Djilas font mention du génocide dans leurs travaux.

## Contexte

### L'État indépendant de Croatie

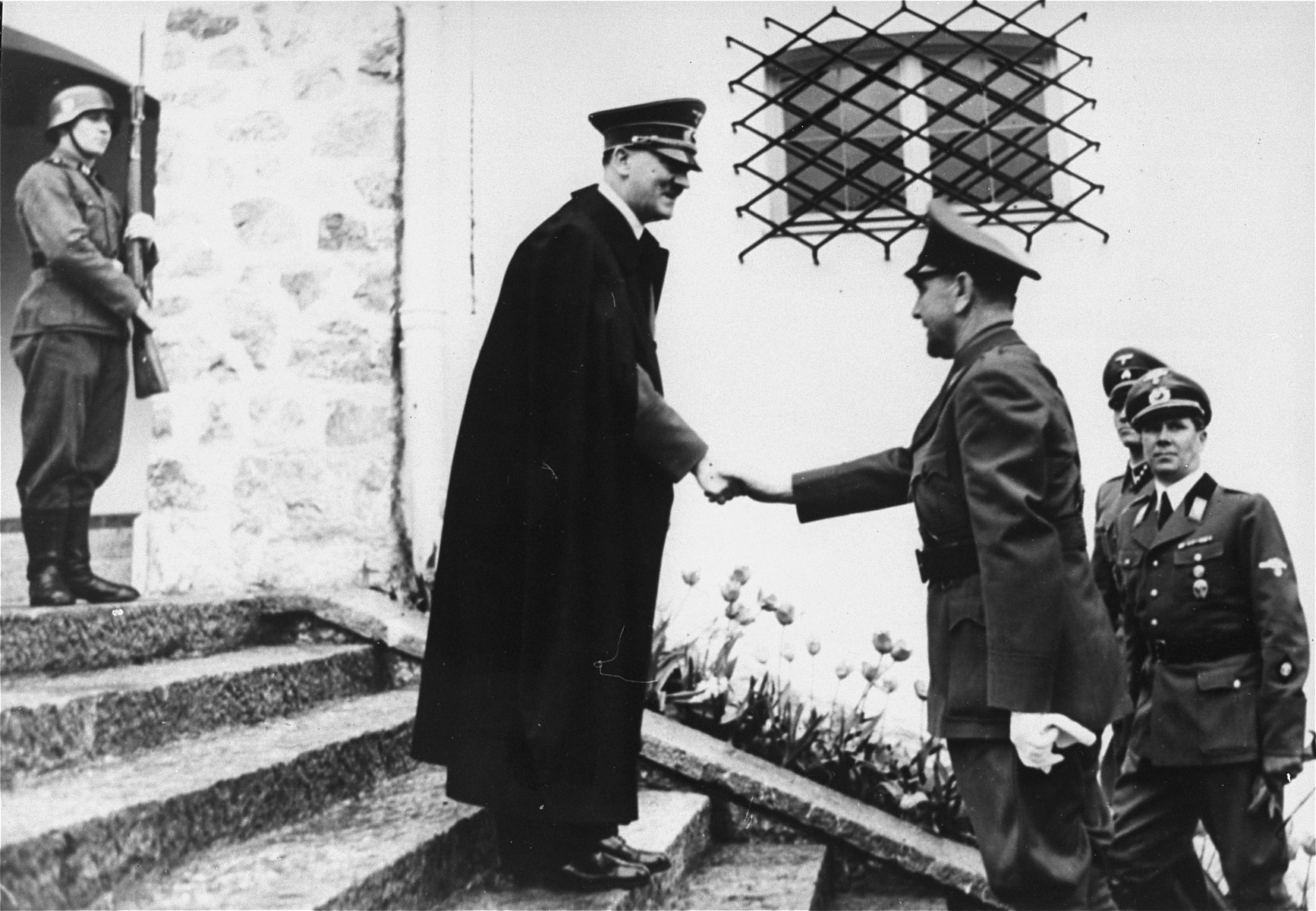
Adolf Hitler recevant Ante Pavelić, le 9 juin 1941.

En juin 1941, l'invasion des troupes de l'Axe conduit au démembrement du royaume de Yougoslavie. Contrairement au Gouvernement de salut national établi en Serbie, régime fantoche resté sous un régime d'administration militaire du Troisième Reich, l'État indépendant de Croatie jouit d'une certaine autonomie. S'il est étroitement associé au Reich auquel il doit son existence, et s'il n'entend pas mener de politique extérieure propre, le nouvel état s'affiche de lui-même comme un régime fasciste avec ses caractéristiques particulières. C'est un état totalitaire[réf. nécessaire], qui place au-dessus de tout une nation sacralisée et l'identification au chef,. Il utilise la religion catholique comme une caractéristique identitaire, un outil qui doit rester subordonné à ces deux principes fondamentaux. Notamment, il définit son propre système de valeurs morales, qui écrase toute idée de droits individuels. Cet état puise également ses idées dans les conceptions puissantes à l'époque du racisme et de l'antisémitisme scientifiques,.
Après un certain nombre de modifications territoriales intervenues très rapidement, le territoire de l'État indépendant de Croatie englobe une population estimée à 6 millions de personnes, dont la moitié de Croates, presque 2 millions de Serbes, entre 500 000 et 800 000 Bosniaques musulmans, le reste de la population étant d'origines diverses. Le nombre de Juifs est estimé entre 30 000 et 35 000. Celui des Roms est beaucoup plus difficile à établir car le dernier recensement systématique (de 1931), s'est basé sur un découpage par confessions religieuses. Les estimations des historiens le placent entre 26 000 et 40 000.

### L'idéologie ethnoculturelle des oustachis
Si l’État indépendant de Croatie a imité un certain nombre de pratiques et de techniques de l'Italie mussolinienne ou de l'Allemagne hitlérienne, la politique d'épuration ethnique poursuivie par les oustachis semble plutôt s'inspirer d'écrits d'auteurs ou de militants croates des décennies antérieures. Plusieurs auteurs ont essayé de retracer ces influences.
L'historien John Cox souligne ainsi l'importance de Ante Starčević, auteur du siècle précédent, apôtre de l'unité et de l'indépendance d'une « grande Croatie ». Officiellement qualifié en 1943 de père de la Nation, cet écrivain défendait l'idée que les Bosniaques étaient des Croates convertis à l'Islam, les Slovènes des « Croates des montagnes », et les Serbes présents en Croatie soit des migrants récents soit des Croates de souche convertis à l'Orthodoxie. Sabrina Ramet, relevant elle aussi les emprunts des Oustachis aux idées de Starčević, les qualifie de détournement, car cet auteur aurait été un représentant du courant libéral, qui croyait à l'égalité des hommes et des sexes. Batakovic est d'un avis contraire, il souligne que Starcevic non content de défendre l'idée que les Serbes étaient des "intrus" en Croatie, les qualifiait encore de "race de chiens". Djilas explique aussi que Starcevic qualifiait les Serbes de "race du mal".
Par ailleurs, Ramet reconnaît une reprise des idées de Milan Šufflay, pour qui la raison d'être de la Croatie est d'être le dernier rempart de l'Occident, l'union avec la Serbie étant contre nature. Reprenant cet ancien fonds, les Oustachis se considèreront délibérément non comme des fondateurs, mais comme les libérateurs et les continuateurs d'une Croatie qui serait enfin redevenue elle-même.
Pour Sabrina Ramet, la politique de conversion forcée poursuivie par les Oustachis s'inspire d'une thèse avancée par Krunoslav Draganović, pour qui de nombreux catholiques, notamment en Herzégovine, ont été convertis à l'orthodoxie aux XVIIe siècle et XVIIIe siècle et qu'il est légitime de les ramener à la foi de leurs aïeux. Pour les Oustachis, l'Église orthodoxe serbe est considérée comme un élément et un défenseur de l'identité nationale serbe, et par la même objet de détestation (non dénué d'une certaine admiration pour le caractère proto-national de cette église autocéphale).

## Les premiers mois du régime oustachi

### Lois raciales
Les nouveaux dirigeants de l'État indépendant de Croatie mettent en place très rapidement une législation dont ils avaient déjà préparé les grandes lignes alors qu'ils étaient en exil. Une première loi est édictée le 17 avril 1941, visant à « la protection du peuple et de l'état » prévoyant la peine de mort pour « quiconque offense de quelque manière l'honneur et les intérêts vitaux du peuple croate. », loi délibérément très générale et dont l'application sera encore simplifiée par la mise en place de procédures de jugement sommaires,.
Des lois raciales sont édictées, sur le modèle nazi et sous la supervision du ministre de l'intérieur Andrija Artukovic : loi sur l’appartenance à la race (30 avril 1941), loi sur la protection du sang aryen et de l’honneur du peuple croate (30 avril 1941). La population serbe est soumise à des discriminations : Interdiction d'utiliser l'alphabet cyrillique, interdiction de l'Église orthodoxe serbe, interdiction de se déplacer la nuit, interdiction faite aux Serbes de résider dans les beaux quartiers et les centres des villes(et expropriation forcée de ceux qui y vivent). Puis tout comme les Juifs, les Serbes des grandes villes sont forcés à porter sur leur veste un signe distinctif, une bande de couleur bleue, avec la lettre P pour Pravoslavni (Orthodoxe, ce qui désigne la population serbe par opposition aux Croates Catholiques).
Ceux qui refusent la mise en place de l'oppression oustachie sont aussitôt arrêtés ou exécutés, ainsi que les Croates qui défendent les Serbes. Des "tribunaux nationaux extraordinaires" sont créés progressivement pour mettre en place l'expropriation des Serbes et des Juifs et l'attribution de leurs biens à des Croates. Selon le journaliste croate Sime Balen, les expropriés sont accusés de haute trahison et fusillés en très grande majorité. D'autres tribunaux spéciaux sont mis en place -au nombre de 34- avec le pouvoir de prononcer des condamnations à mort qui seront exécutées dans les heures qui suivent.
La politique d'épuration ethnique des autorités oustachies avait pour but initial de tuer la moitié des Serbes, de forcer les restants soit à se convertir au Catholicisme, soit à fuir en Serbie.

### Actes de violence et discours menaçants
Dès les premiers mois de son établissement, l’appareil d’État oustachi se caractérise par sa grande violence, notamment lors du massacre de Gudovac qui fait 190 victimes le 28 avril 1941. Mais il se concentre d'abord sur l'élimination ciblée des opposants et des élites serbes et rencontre peu de résistance de la part d'une population qui semble espérer et attendre que l'orage passe. Néanmoins certaines déclarations laissent entendre que le pire pourrait être à venir. Peu après sa prise de fonction, le ministre de l'intérieur, Andrija Artukovic déclare à la radio qu'il est « du devoir de chaque Croate non seulement de tuer chaque Serbe, femme ou enfant Serbe, mais même de tuer un enfant serbe dans le ventre de sa mère ». Il ordonne également au chef de la police Franjo Truhar de massacrer les Serbes et les Juifs. De son côté, Viktor Gutic, commandant de la région de Banja Luka et membre de l’appareil d’État oustachi, s’empresse en mai 1941 de faire une déclaration dans laquelle il annonce des menaces sévères envers la population serbe, la menaçant clairement de mort.
Alors que les massacres contre les Serbes de la région sont jusqu’alors l’œuvre de soldats de l’appareil d’État, Gutic signe des déclarations autorisant tout Croate « à exterminer les Serbes partout où on les rencontrera ». Le 2 juin 1941, le ministre de la justice de l'État indépendant de Croatie, Milovan Zanic, annonce que « les massacres déjà commis s’inscrivent dans un plan national de massacre des populations serbes et juives ». Dans une autre déclaration, il annonce que « ce pays ne peut être qu'un pays croate, et il n'y a pas de méthode que nous, Croates, puissions négliger dans le but de faire ce pays vraiment nôtre et de le nettoyer des Serbes qui nous ont mis en danger depuis des siècles et qui nous mettrons à nouveau en danger si nous leur en laissons l'opportunité ».
Lors de la réunion du 7 juin 1941, Hitler avait conseillé à Pavelic de «résoudre le problème des Serbes dans l’État indépendant de Croatie de la même manière que celui des Polonais vivant sur les frontières orientales du troisième reich ».

## Massacres de masse

### Intensification
C'est en fait après le départ du gros des troupes allemandes pour le front russe, à la fin juin 1941, que les massacres, loin de diminuer en intensité, vont connaître une progression effrayante. À partir de juillet-août 1941, ils prennent un aspect systématique, avec des villages entiers qui sont visés. Cette intensification précipite la mise sur pied de réseaux de résistance, qui sont à l'origine très majoritairement formés de Serbes (partisans et tchetniks),. Nombre de Serbes croiront à tort être à l'abri de massacres en raison de leur bonne entente avec les résidents croates, et en raison de leur refus de s'impliquer dans des organisations nationalistes serbes. Ce n'est que par la suite qu'ils commenceront à comprendre que les actions oustachies étaient planifiées.
Contrairement à la politique d'extermination nazie qui était faite par des unités sélectionnées, la politique des Oustachis vise à impliquer un maximum de personnes dans les massacres de masse.
Le chaos résultant des massacres et du mouvement de résistance confère durablement un caractère instable au régime, de plus en plus dépendant du soutien de l'armée allemande.
Le 27 juillet, le ministre des affaires étrangères Mladen Lorkovic proclame que le « peuple croate doit se débarrasser des éléments étrangers qui affaiblissent ses efforts ». Il ajoutera dans un autre discours que « parti oustachi est en train d'utiliser la manière forte pour résoudre le problème serbe en Croatie».. Des membres du gouvernement annoncent à Pavelic en juillet 1941 l’intensification des efforts pour tuer ou déporter les Serbes. Fin juillet 1941, 20 000 Serbes sont tués par l'armée oustachie dans les régions de Bihac, Bosanska Krupa et Cazin.
Plusieurs centaines de milliers de Serbes seront tués dans des massacres similaires comme celui de Vrgin-Most, d'une grande violence, où des vieillards furent tués à la hache par les soldats oustachis.
Selon un rapport de la police oustachie datant d'août 1941, la population serbe de Mostar, qui comptait environ 5 000 personnes, fut réduite à 852. Selon l'historien Jonathan Steinberg, « les Serbes et les Juifs, hommes, femmes et enfants furent littéralement taillés en pièces », et les archives du Ministère italien des affaires étrangères contiennent encore aujourd'hui un certain nombre de photos des tortures et mutilations pratiquées par les Oustachis.

### Les informations accessibles à l'époque des massacres

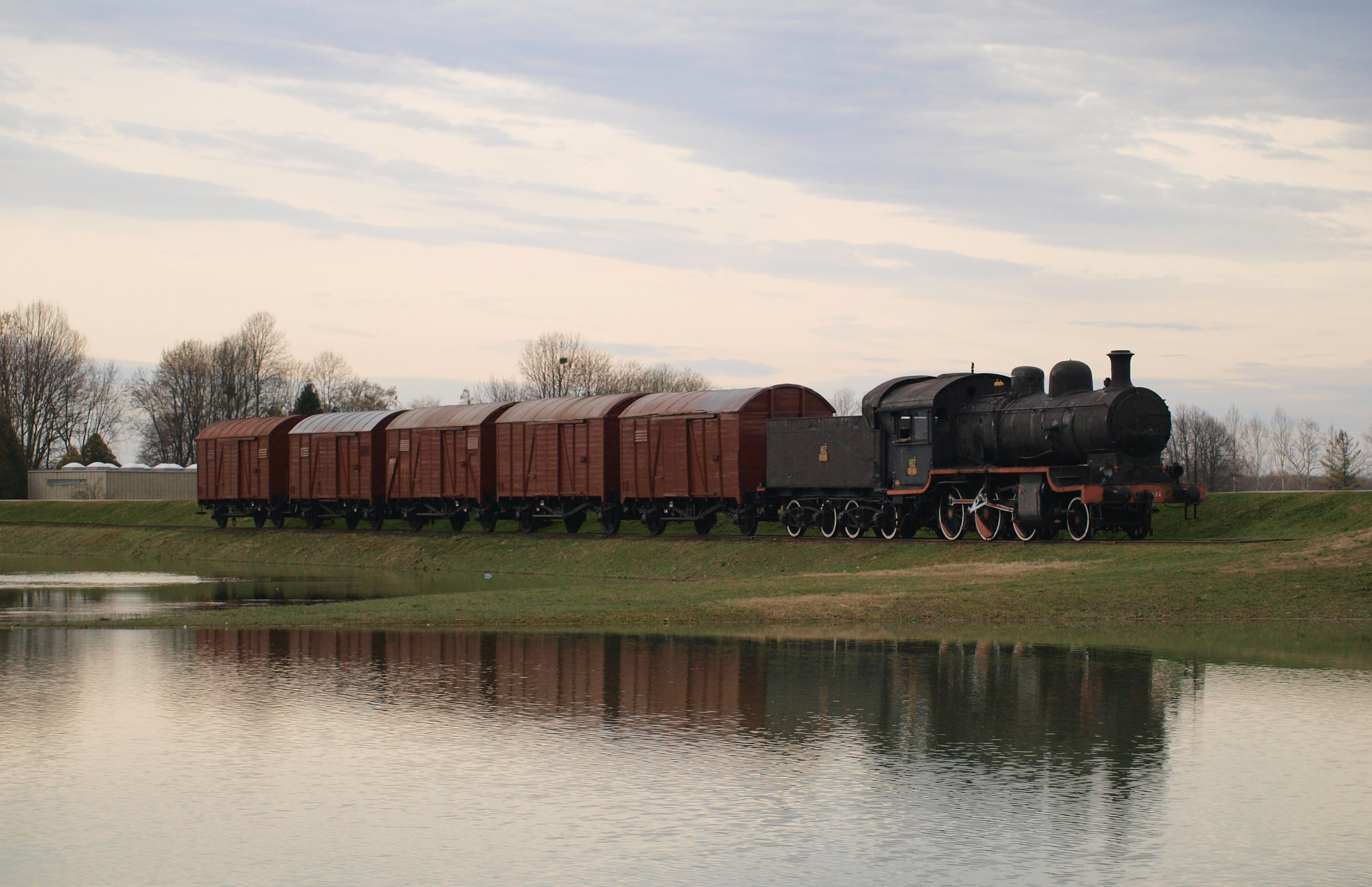
L'un des trains qui emmenaient les déportés au camp d'extermination de Jasenovac

Déjà à l'époque, la violence de ces massacres provoque l'émoi dans les gouvernements des pays étrangers, même chez les alliés italien et allemand des Oustachis, qui sont aussi leurs voisins immédiats. Ainsi, dans un rapport nommé Documentation sur les actions illégales et brutales commis par les Oustachis sur la population yougoslave, commandé par l’État-major de l'armée italienne, on parle de 141 cas de massacres en masse perpétrés avec la liste très précise de 46 286 personnes tuées, et l'ensemble de la documentation pour la période d'avril à août 1941 indique que le nombre des victimes, dont une grande majorité de Serbes, s'élevait à plus de 80 000.
Les agissements des Oustachis inquiétèrent les armées allemandes de Croatie. Ainsi, le chef d’État-major allemand Von Horstenau signala à l'État-major de Berlin que « selon des rapports dignes de foi en provenance d'un grand nombre d'observateurs civils et militaires allemands, (...) les Oustachis sont devenus totalement fous ». L'État-major allemand protesta même auprès des autorités oustachies, craignant que la politique allemande dans les Balkans soit discréditée par les actes des Oustachis. Malgré cela, Hitler réaffirma en 1942 à Pavelic le droit de continuer sa politique d'extermination des Serbes et Juifs.
Les rapports diplomatiques italiens fourmillent de mentions de massacres de Juifs et d'Orthodoxes, qui leur fournissent des données même sur les modalités de torture et de mise à mort des victimes.
Le Vatican est informé par son représentant à Zagreb, Giuseppe Ramiro Marcone, qui a le rang de visiteur apostolique. Le cardinal secrétaire d'État Luigi Maglione se contente de recommander d'agir officieusement pour inciter les Oustachis à la modération. Le pape Pie XII ne s'exprime pas sur le génocide perpétré en Croatie, jusqu'en 1945 .
De leur côté, les Alliés sont également bien informés des affaires de Croatie. Ainsi, le département d'Etat américain reçoit des informations très précises sur la situation locale, y compris les atrocités commises par le régime. Des informations sont également obtenues d'autres sources, notamment de la part d'Augustin Juretic, un ecclésiastique catholique croate hostile aux Oustachis et proche collaborateur de l'archevêque Stepinac. Il s'enfuit en septembre 1942 en Suisse d'où il relaye aux alliés des informations venant de Croatie jusqu'à la fin de la guerre.
Le dossier du président Roosevelt, préparé en vue de la conférence de Téhéran en 1943, mentionne que 744 000 Serbes auraient été exterminés dont 600 000 exclusivement par les Oustachis. Le rapport précise qu'il ne tient pas compte des pertes militaires des résistants ni des pertes civiles dues aux bombardements. Pour la plupart des spécialistes aujourd'hui, ce bilan est surévalué, qu'il tienne compte ou non des meurtres dans les camps (voir plus bas la section dédiée au bilan).

## Camps de concentration

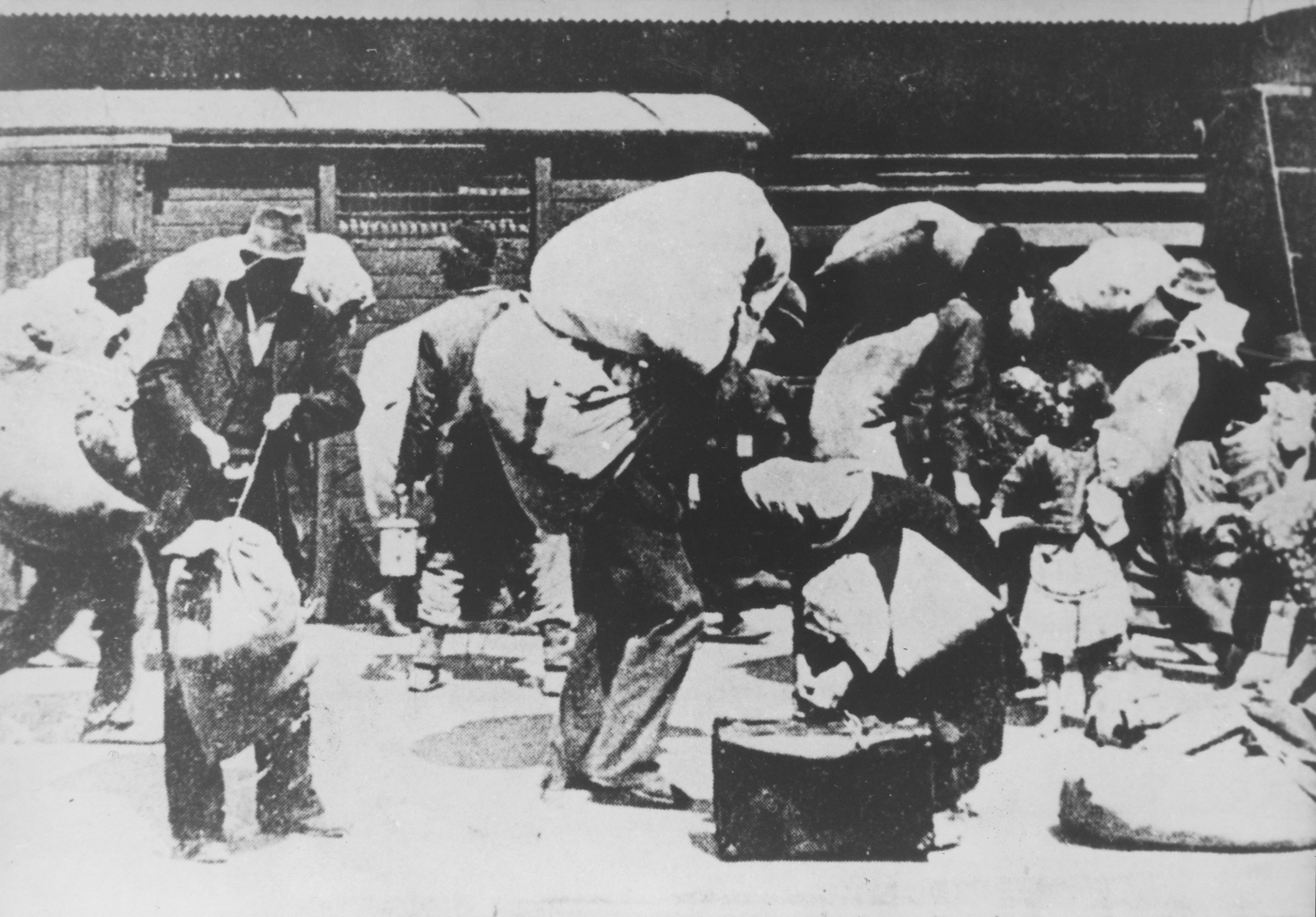
Déportation des serbes de Croatie en 1941

Vingt-quatre camps de concentration furent construits sur tout le territoire de l’État indépendant de Croatie par les Oustachis, les premiers dès fin avril 1941. La Croatie fut à ce titre le seul « État » européen à réaliser sa politique d'extermination sans l'aide des Allemands. Servant d’abord à y exterminer les Juifs et les Serbes, on y fit aussi venir par la suite des Tziganes et des musulmans.
Le plus célèbre des camps de concentration oustachis, et l'un des plus cruels, était le camp de concentration de Jasenovac, qui fut le troisième plus grand de toute l'Europe. Ce fut un camp très meurtrier, où des centaines de milliers de prisonniers divers périrent, mais il est impossible d'obtenir un bilan sûr. Selon Hermann Neubacher, responsable du ministère des Affaires étrangères du Troisième Reich pour les Balkans, ce sont 750 000 personnes qui ont péri à Jasenovac.
Les méthodes sont éloignées des techniques nazies : les chambres à gaz sont peu employées et les prisonniers sont la plupart du temps exécutés à l'arme blanche ou à la hache. Les gardes du camp accomplissent des actes d'une cruauté immense à l'image de Petar Brzica, qui égorgea 1 360 Serbes et Juifs avec un couteau de boucher en une seule nuit ce qui lui valut le titre de « Roi des coupe-gorges ». Beaucoup de prisonniers moururent également de faim et de maladies. Selon le United States Holocaust Memorial Museum, les conditions de détention dans les camps de Jasenovac étaient terribles. Les prisonniers ne recevaient que très peu de nourriture. Les installations sanitaires et les abris étaient totalement inadaptés. Les gardes oustachis terrorisaient, torturaient et assassinaient les prisonniers avec une incroyable cruauté. On rapporte que nombre de prisonniers exécutés furent empalés pour terroriser les autres.
Parmi les autres camps, figure celui, plus petit et moins célèbre, de l’île de Pag, le camp de concentration de Slana. Celui-ci servit à interner plusieurs milliers de Serbes et de Juifs. Les troupes italiennes ayant prévu de prendre le contrôle de l’île, les Oustachis quittèrent l’île après avoir massacré tous les occupants du camp, dont certains furent atrocement torturés et mutilés. Les troupes italiennes furent stupéfaites par l’horreur du spectacle et l’amoncellement de cadavres.
Un certain nombre de Serbes de l'État indépendant de Croatie furent également déportés dans des camps de concentration nazis. En particulier, selon Milan Koljanin, qui a réalisé une étude détaillée sur le camp de concentration de Sajmište, environ 22 400 habitants de l'État indépendant de Croatie (dont 10 000 hommes de la région de Kozara, capturés pendant l'été 1942 par l'armée allemande lors d'opérations anti-partisans et qui furent accusés d'être des partisans (ou de soutenir les partisans), furent déportés dans ce camp de mai 1942 à juin 1944. En tout, 31 972 déportés de différents États passèrent par ce camp durant cette période et au moins 10 636 y moururent
,. L'historienne Branka Prpa estime quant à elle à 13 000 le nombre de déportés morts dans le camp de concentration de Sajmište .
D'autre part, selon Rakel Kamsvåg, qui a réalisé un long article à ce sujet, 4 268 prisonniers yougoslaves (dont 1 981 provenaient de la NDH. Il y avait 1 620 Serbes, 179 musulmans, 165 Croates et 17 autres. Ils étaient en majorité accusés d'être des partisans ou de soutenir les partisans) furent déportés à partir du 21 mars 1942 jusqu'en 1943 sur ordre du Höhere SS- und Polizeiführer de Serbie August Meyszner et avec l'approbation du commandant adjoint de la Wehrmacht du Sud-Est Walter Kuntze dans des camps de concentration en Norvège afin de participer à la construction de routes et de fortifications militaires. Toujours selon Rakel Kamsvåg, environ 2 600 membres de ce groupe de 4 268 prisonniers moururent en Norvège victimes des conditions de travail extrêmement difficiles ainsi que des exactions de leurs gardes de camps membres de la SS ou de l'organisation norvégienne pro-nazie Hirden. De plus, Rakel Kamsvåg a fait remarquer que le coût du transport en Norvège de prisonniers yougoslaves a été plus élevé que si les autorités allemandes avaient fait venir des prisonniers de pays voisins de la Norvège et, selon le professeur Nils Christie, de l'université d'Oslo, qui a réalisé une importante étude sociologique sur les gardiens de camp de concentration, le taux de mortalité dans les camps de concentration pour Serbes en Norvège était plus élevé que le taux de mortalité des camps de concentration allemands ordinaires. Rakel Kamsvåg conclut que la plupart des historiens sont d'accord pour reconnaitre que les Serbes et autres Yougoslaves déportés dans des camps de concentration en Norvège y ont été envoyés pour mourir. Les autorités allemandes d'occupation de la Serbie ont envoyé ces prisonniers en Norvège d'une part pour y faire du travail forcé et d'autre part pour les faire mourir par le travail à 4 000 km de chez eux.

## Attitude du Vatican et du clergé catholique

### Position par rapport au régime

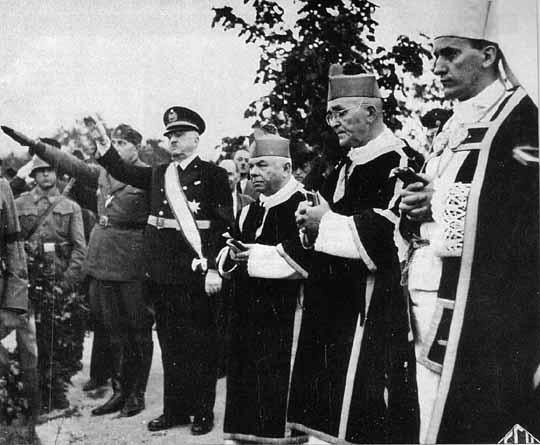
M. Stepinac et les Oustachis

L'érection d'un État croate indépendant a rencontré un accueil enthousiaste dans la plupart des milieux catholiques. L'historien Matthew Feldman souligne la politisation croissante d'une opinion catholique confrontée à la dictature royale des années 1930, puis à la paralysie de l'État fédéral yougoslave. Il interprète l'adhésion initiale du clergé au nouveau régime comme une « décision collective informelle » réalisée à une période critique, et témoignant d'une certaine naïveté, mais qui sera « remise en cause par la plupart de ces ecclésiastiques dès l'été 1941 ».
Le régime peut cependant compter sur l'appui durable de certains clercs de la « jeune génération de catholiques radicaux ». L'archevêque de Zagreb, Alojzije Stepinac déplore ainsi en juin 1942 que dans une association de ces jeunes radicaux qui se qualifient de « croisés », « la majorité ne condamne pas les tueries, et une petite minorité a perdu tout sensum moralem ».
Le primat de Yougoslavie est l'archevêque de Zagreb Stepinac ; il aura du mal à asseoir son autorité sur les prêtres et les autres évêques (qui ne sont d'ailleurs pas ses subordonnés). Certains prélats prennent fait et cause pour le parti oustachi et ses institutions, le plus engagé étant l'archevêque de Sarajevo Ivan Saric, qui n'hésitera pas à écrire une ode au dictateur Pavelic. Outre Saric et l'évêque de Banja Luka Josip Garic qui seront les plus engagés dans le soutien des oustachis, des évêques parmi lesquels ceux de Split, de Hvar, de Krk feront tous publiquement des déclarations positives envers l'État indépendant de Croatie.
Dès son arrivée au pouvoir, Pavelic demande à être reçu en audience au Vatican et entend que le Saint-Siège reconnaisse le nouvel État croate. Après avoir consulté le secrétaire d'État Tardini, le pape accepte de le recevoir, seul, sans suite, comme simple catholique et non en tant que chef de gouvernement. Le Vatican refusera toujours de reconnaître le nouvel État par crainte que cela ne nuise à ses propres relations avec les Etats-Unis et les Alliés. Pour cette raison, il évitera également d'y nommer un nonce apostolique : il n'y aura qu'un visiteur apostolique (fonction uniquement religieuse et non diplomatique),. Néanmoins selon Michael Phayer, « le visiteur apostolique Marcone se comporte comme un nonce», ce qui satisfait Stepinac qui y voit « une reconnaissance de facto de l'État indépendant de Croatie ». Pavelic et Pie XII ont échangé à plusieurs reprises des télégrammes jugés "cordiaux".

### Attitude face aux conversions forcées de Serbes
Une réglementation est édictée le 3 mai 1941, prévoyant « la conversion d'une religion à l'autre », qui devient une base légale des conversions forcées. La politique de conversion forcée entreprise par les oustachis se base sur des considérations politiques : Sabrina Ramet relève en effet que les autorités de l'État croate ont toujours cherché à limiter la possibilité de conversion aux paysans et aux moins éduqués. Elles refusent également de les voir intégrer une Église grecque-catholique et insistent pour qu'elles intègrent l'Église de rite latin, alors que l'Église grecque-catholique fait pleinement partie de l'Église romaine, au même titre que l'Église de rite latin.
Dans les premiers mois de mise en œuvre de la législation, la hiérarchie catholique de Croatie répond de façon désordonnée à la politique de conversion forcée, plusieurs de ses membres protestant contre l'idée même de contrainte en matière de conversion, l'empiètement sur la juridiction des évêques que représente une conversion organisée par les autorités civiles, et plus généralement la politique anti-serbe du gouvernement. La protestation de l'archevêque Stepinac prend ainsi la forme d'un mémorandum envoyé au gouvernement en juillet 1941. Le Vatican, approché, se borne à demander de « la prudence » dans la gestion des conversions.
C'est le 19 octobre 1941 que l'épiscopat réuni en conférence autour de l'archevêque Stepinac fait sa première réponse concertée, en envoyant un nouveau memorandum au gouvernement. Elle affirme que les conversions sont de sa compétence exclusive, qu'elle y voit un principe d'ordre dogmatique et une règle absolue de droit canonique (point 1), et exclut explicitement toute participation des autorités de l'appareil d'Etat oustachi (point 2). Elle affirme reconnaître pour seules valides les « conversions totalement libres de personnes n'ayant subi aucune contrainte et conduites par une conviction personnelle de la vérité de la foi catholique » (point 8). Enfin la conférence dénonce la destruction de lieux de culte orthodoxes ou le vol de leurs propriétés (point 11). Pour suivre la mise en œuvre de ces directives, un groupe de travail de trois évêques, dont Stepinac lui-même, est nommé.
Selon S. Ramet et M. Phayer, une forte pression s'est exercée sur l'archevêque Stepinac pour qu'il relâche l'exigence de conversion sincère en vue de sauver des vies. De fait en 1942, il demande dans une circulaire d'« accepter les demandes des personnes qui veulent se convertir pour d'autres motifs (que la conviction), pourvu qu'ils soient honorables », et indique explicitement qu'il est permis à ces pseudo-convertis de retourner à leur propre foi une fois le danger écarté ; il supprime également la période d'attente et d'instruction ordinairement prévue. La plupart des Serbes qui se convertissent au catholicisme auront la vie sauve en accomplissant cet acte, bien qu'à plusieurs reprises, des convertis seront déportés dans des camps.
Batakovic estime qu'environ 240 000 Serbes ont fait l'objet de conversions forcées au Catholicisme entre 1941 et 1942.
Quelques auteurs tiennent des thèses différentes sur la question des conversions forcées. Dans un ouvrage de 1951, Hervé Laurière (pseudonyme de l'ex-politicien serbe radical Branko Miljus), soutient que les responsables de l'Église de Croatie s'arrangèrent pour faire considérer les conversions comme faites de la volonté même des Serbes. Annie Lacroix-Riz affirme qu'il existe un décret de conversion forcée des orthodoxes à la foi catholique promulgué par le Poglavnik, négocié avec le clergé local et les plus éminents membres de la Curie romaine qui l'auraient contresigné. Aucune mention d'un tel document n'apparaît chez Michael Phayer, Sabrina Ramet, Mathew Feldman, Ronald J. Rychlak (en), qui attribuent l'initiative complète de la politique de conversion à l'appareil d'État croate.

### Attitude face aux massacres de Serbes
Les ecclésiastiques catholiques soutinrent aussi les massacres et crimes de guerre du régime. Des observateurs du Vatican, d'Italie et de Grande-Bretagne confirmèrent que des prêtres prenaient part aux massacres oustachis.
L’archevêque catholique de Sarajevo Ivan Saric apporta son soutien au génocide comme une « solution au problème serbe » . Son journal diocésain contenait aussi des articles disant qu' « il y a une limite à l'amour».
L’abbé Mogus, curé dans un village de la province de Lika, appela ses fidèles à prendre les armes pour « travailler pour la religion » et accorda sa bénédiction à ceux qui participaient aux massacres, ce qui est un reflet de ce que feront aussi beaucoup d'autres curés catholiques de la région et d'autres parties de la Croatie,. Le 26 juin 1941, Pavelic reçut solennellement en conférence tous les évêques catholiques de Croatie, y compris l'archevêque de Zagreb Stepinac (1898-1960), qui était alors aumônier des forces armées et qui avait affiché son soutien à Pavelic dans une lettre pastorale où il appelait aussi à la "sauvegarde de l'État indépendant de Croatie".
Le cas de l'ordre franciscain est parfois mis à part par les historiens. On trouve en effet dans ses rangs certains des pires activistes oustachis. Ainsi, Batakovic rapporte que le moine franciscain Jurcev, qui avait été l'un des planificateurs des conversions forcées, avait déclaré lors d'un discours que « ce n'est pas parce que je porte des habits sacerdotaux que je suis incapable, lorsque c'est nécessaire, de prendre une mitraillette ». Selon Batakovic, le cardinal Tisserant s'indigna des massacres commis contre les Serbes qui refusaient la conversion au catholicisme et de l'attitude "lamentable" des moines franciscains de Bosnie, nombre d'entre eux ayant été liés aux massacres. Selon Sabrina Ramet, ces personnes ne peuvent se prévaloir ni du soutien du Vatican, ni de celui des supérieurs de leur ordre. Elle relate au contraire les directives prises par les provinciaux de l'ordre tenu à Zagreb en juin 1941 : interdiction est faite aux Franciscains de prendre aucune part aux persécutions, déplacements confiscations, conversions forcées visant Serbes ou Juifs, et consigne leur est donnée au contraire de protéger partout où l'occasion se présente Serbes et Juifs contre la populace ou les autorités de l'État. La mention de ces directives n'est pas faite chez les autres historiens.
Un autre exemple fameux est Miroslav Filipovic-Majstorovic (1915-1946), qui se mit à la disposition des autorités oustachies pour prendre la tête du camp de concentration de Jasenovac, où ses actes lui vaudront le surnom de "démon de Jasenovac". Plusieurs auteurs le qualifient de « moine franciscain », mais en fait, il avait déjà été expulsé de l'ordre franciscain en avril 1942 pour avoir participé avec des Oustachis à une attaque contre des Serbes.
L'historien Michael Phayer affirme que le Vatican fut informé aussi bien de la politique de conversions forcées que des massacres qui se déroulaient en Croatie. Il cite deux entrevues de la fin de 1941 et du début de 1942, où le sous-secrétaire d'État, Montini (futur Paul VI) entend parler des crimes oustachis mais dit recevoir ces rumeurs « avec beaucoup de réserve ». En avril 1942, Stepinac se rend au Vatican où il aurait remis un dossier de 9 pages détaillant les actions et massacres oustachis, mais qui ne figure pas dans les ADSS.
Après la fin de la guerre, plusieurs ecclésiastiques croates liés aux massacres ont trouvé refuge au Vatican[réf. nécessaire].

### Des controverses durables
Les désaccords d'interprétation entre historiens se sont focalisés essentiellement sur trois points : le jugement à apporter sur le cardinal Stepinac, sur l'ordre franciscain et sur l'information disponible au Vatican et l'attitude adoptée par les autorités de la Curie et le pape.
Ainsi l'historienne Annie Lacroix-Riz présente les relations entre l'État Libre de Croatie et l'Église catholique comme une « fusion » effective « dès les premiers jours du régime, et [qui] perdure jusque par delà la disparition du régime » : selon elle, « les moines deviennent des acteurs du régime, se voient confier des camps de concentration et la responsabilité de l'application du décret de conversion des Serbes », ainsi que la responsabilité d'enfants serbes, propriété de l'État croate.
Un des éléments qui compliquent ce débat est la circulation durable de documents forgés pour soutenir l'accusation pendant les procès de l'après-guerre. Dans les années 1960, Carlo Falconi fait paraître un ouvrage intitulé Le Silence de Pie XII, centré sur la situation en Croatie et les communications avec le Saint-Siège, en se basant sur les documents que les officiels de la Yougoslavie titiste lui communiquent, mélange de faux et de vrais soigneusement sélectionnés. Le matériau de ce livre, très critique à l'égard du pape et de l'Église croate, sera repris dans de nombreux ouvrages ultérieurs (le célèbre Hitler's Pope de John Cornwell s'appuie fortement dessus). On y trouve ainsi une lettre soi-disant envoyée par l'archevêque Stepinac au pape en 1943 et où il fait profession de foi oustachie, une lettre attribuée à un politicien catholique très en vue laissant entendre que l'Église soutient massacres et tortures mais dont un faussaire a reconnu la paternité.
La visite du cardinal Josip Bozanic au camp de concentration de Jasenovac en septembre 2007 montre que les divergences d'interprétation restent vives également dans les populations.
Soulignant sa « souffrance profonde » devant ces crimes, qui plus est sont perpétrés par des personnes « qui portaient de façon imméritée le nom de catholiques », il indique que « l'Église n'a pas pris part à ces crimes, ni ne les a soutenus ». Le leader des Serbes de Croatie, Milorad Pupovac, se déclare « désappointé » par ce discours, réclamant « un message de respect envers les victimes dénué d'ambigüité ».

## Bilan et conséquences

### Analyse du bilan humain
Le bilan des violences génocidaires est impossible à donner avec précision. Aujourd'hui, on estime généralement qu'entre 200 000 et 500 000 Serbes ont été tués par les Oustachis, mais le premier chiffre ne prend pas en compte la totalité des moyens d'assassinat. Un bilan détaillé prudent est le suivant : plus de 180 000 Serbes déportés, environ 250 000 convertis de force au catholicisme, au moins 300 000 assassinés. La participation des Oustachis à l'Holocauste nazi a aussi pris la vie d'au moins 30 000 Juifs et autant de Roms.

### Un «génocide oublié»?

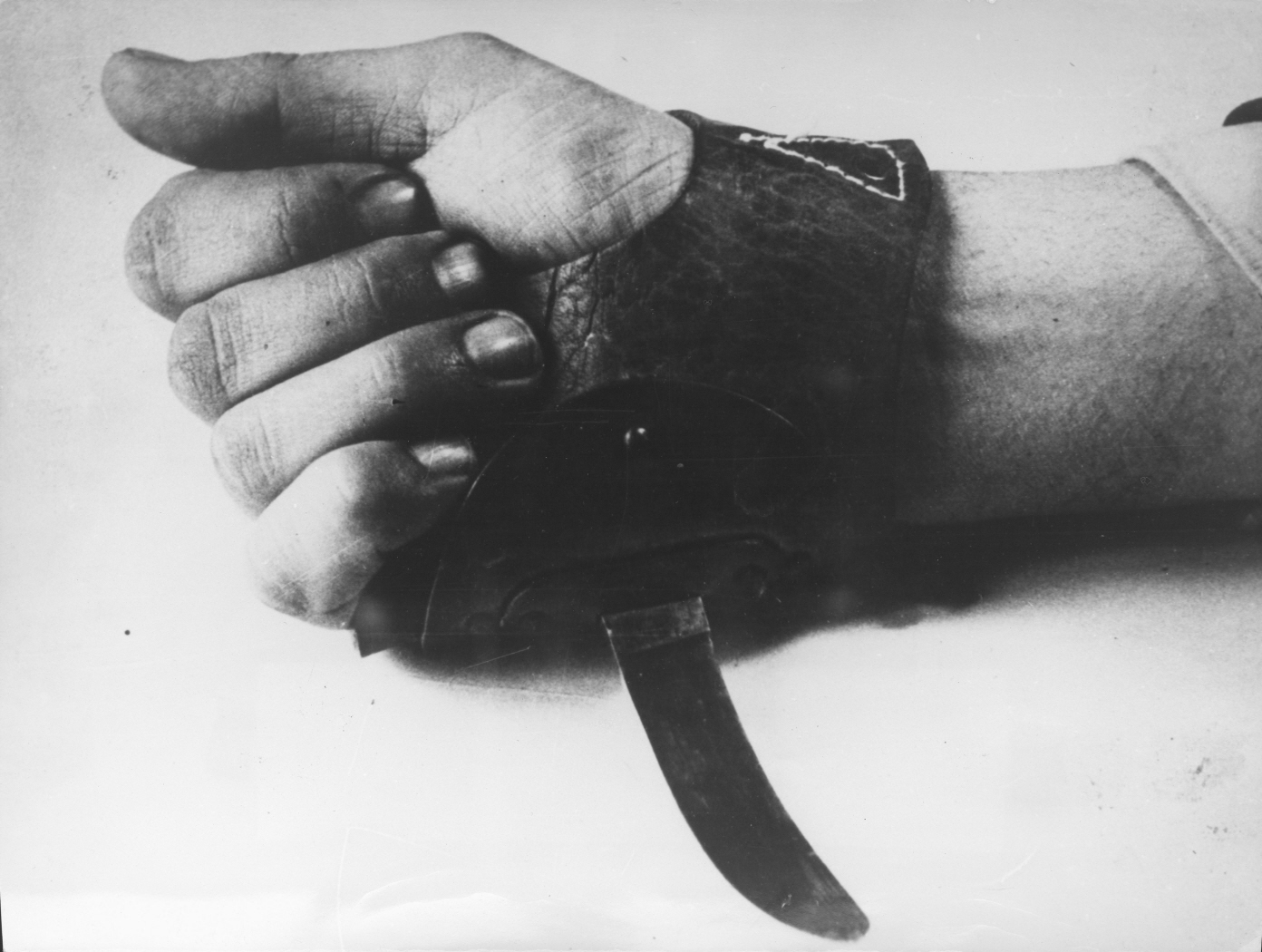
Le couteau Srbosjek, ou Coupe-Serbe, utilisé par les Oustachis pour égorger des prisonniers.

Depuis la Seconde Guerre mondiale, un certain nombre de définitions juridiques et historiques se sont mises en place pour qualifier les crimes les plus graves commis par les individus ou les appareils d'état à l'encontre de populations entières : crime contre l'humanité, génocide.
La définition juridique commune du génocide est inscrite dans l'article 2 de la Convention pour la prévention et la répression du crime de génocide, adoptée par l'assemblée générale des Nations unies, en 1948, et reprise par les statuts de plusieurs tribunaux internationaux. Il s'agit de
« l’un quelconque des actes ci-après, commis dans l’intention de détruire, en tout ou en partie, un groupe national, ethnique, racial ou religieux, comme tel : meurtre de membres du groupe; atteinte grave à l’intégrité physique ou mentale de membres du groupe; soumission intentionnelle du groupe à des conditions d’existence devant entraîner sa destruction physique totale ou partielle; mesures visant à entraver les naissances au sein du groupe; transfert forcé d’enfants du groupe à un autre groupe. »
L'interprétation précise de la définition (notamment de la formule « en tout ou en partie ») est l'occasion de débats juridiques. Pour leur part, les historiens proposent et utilisent souvent leurs propres définitions du génocide (en) avec des critères plus précis et adaptés aux recherches historiques.
Voici comment un certain nombre d'historiens contemporains présentent et analysent globalement ces massacres de masse. Pour Jonathan Steinberg (qui écrit en 1990), les Serbes furent victimes du « premier génocide total tenté pendant la Seconde Guerre mondiale ». Matthew Feldman évoque en 2008 un « état génocidaire dont, quelques mois après la prise de pouvoir, les buts étaient clairs ». Aleksa Djilas souligne que les oustachis, comme les nazis, considéraient ce génocide comme un devoir essentiel, et que ces régimes étaient même prêts à se mettre en danger pour le voir mis en œuvre. En revanche il relève des différences importantes : alors que la Shoah est une œuvre de destruction planifiée, méticuleusement et froidement appliquée, les massacres oustachis sont marqués par leur aspect primitif, désorganisé, avec des vengeances personnelles et qui dégénère plusieurs fois en véritables « orgies de violence ». Selon l'analyse de Djilas, ces méthodes partagent plus de traits avec les affaires de gangs qu'avec une entreprise militaire et montrent que le mouvement oustachi est marqué par le terrorisme plus encore que par le fascisme.
Le terme "génocide" est utilisé dans "l'Encyclopédie des génocides", avec la mention "Le Génocide en Croatie contre les Serbes, Juifs et Tziganes.
En revanche, ces actes n'ont à ce jour[Quand ?] pas reçu de reconnaissance internationale comme génocide[réf. nécessaire].

### Des blessures toujours sensibles
Il ne reste selon les chiffres de 2001 plus que 201 000 Serbes en Croatie, soit 4,54 % de la population. Si ces chiffres sont également dus aux massacres et à l'expulsion des Serbes lors de la guerre de Croatie après l'éclatement de la Yougoslavie dans les années 1990, on y retrouve comme cause non négligeable le génocide perpétré entre 1941 et 1945 par les croates appuyés par une partie des forces bosniaques avec près de 800 000 Serbes tués. Le génocide des Serbes et la politique oustachie n'ont pas été oubliés en 1945, ils s'inscriront durablement dans les esprits de milliers de Croates. Ainsi lors de l'éclatement de la Yougoslavie, des groupuscules croates réclameront la restauration d'un État oustachi, et les violences contre les Serbes lors de la guerre des années 1990 trouveront en partie leur source dans la violence du génocide sous l'État indépendant de Croatie. Le président croate Ivo Josipovic s'est excusé en avril 2011 pour les crimes des Oustachis et pour tout ce qui s'est passé au camp de Jasenovac.